# Viradouro
Viradouro is een gemeente in de Braziliaanse deelstaat São Paulo. De gemeente telt 18.110 inwoners (schatting 2009).

## Aangrenzende gemeenten
De gemeente grenst aan Bebedouro, Morro Agudo, Pitangueiras en Terra Roxa.